# Rue Muller
La rue Muller est une voie du 18e arrondissement de Paris, en France.

## Situation et accès
La rue Muller est une voie publique située dans le 18e arrondissement de Paris. Elle débute au 1, rue Ramey et se termine au 8, rue Paul-Albert. Elle est coupée en deux tronçons par la rue Feutrier.

## Origine du nom
Cette voie porte le nom d'un certain Muller, propriétaire des terrains sur lesquels la voie a été ouverte. 

## Historique
Cette rue de l'ancienne commune de Montmartre, qui était alors limitée entre les rues de Clignancourt et Paul-Albert, est présente dès 1825 sur le plan cadastral. Elle est rattachée à la ville de Paris en 1859, comme le reste du village de Montmartre. Elle est classée dans la voirie parisienne par un décret du 9 juillet 1870. 
En 1962, la petite partie comprise entre la rue Paul-Albert et la rue Lamarck est détachée pour devenir la rue Maurice-Utrillo.

## Bâtiments remarquables et lieux de mémoire
Pendant la Commune de Paris, une confrontation mémorable entre l'armée et les Parisiens en armes a lieu le 18 mars 1871, en haut de la rue Muller, à l'angle de la rue Paul-Albert. Trois mille soldats et gendarmes suivent la rue Muller pour monter à l'assaut d'un poste de combat équipé de quelques canons et gardés par 25 hommes. L'un d'eux est mortellement blessé devant le no 30 de la rue. Le poste de garde est pris et démantelé ; les hommes en armes sont arrêtés. Le général Lecomte ordonne à ses soldats de tirer sur l'armée populaire, mais la troupe refuse et dépose les armes. La troupe se retourne contre son commandement et fait prisonnier le général et ses officiers.
Au début du XXe siècle, le journal L'anarchie y a ses locaux au no 30 de la rue jusqu'en 1908. S'y tiennent des réunions enflammées, les « Causeries populaires », où s'aiguisent les arguments antimilitaristes, anarchistes et féministes. Les membres de la Bande à Bonnot fréquentent également les lieux dans les années 1911 et 1912.
Quartier d'artistes au XIXe siècle, la rue héberge au no 32 puis au no 28 le peintre et affichiste Émile Sevelinge (1871–1936) ; au no 17 le peintre Paul Biva (1851–1900) ; au no 14 le sculpteur Léon Bruyer (1827–1885) ; au no 12 la peintre Marcelle Viginier (1904?–1942).
De 1914 à 1959, un photographe, François Gabriel, qui avait son échoppe au no 36 (aujourd'hui 2, rue Maurice-Utrillo), fait poser les passants dans les escaliers. Ses clichés offrent une représentation joyeuse du quartier.
Un hôtel, l'hôtel de Solférino, propose en 1874 des « chambres et cabinets meublés » au no 13.
Dans la nuit du 20 au 21 avril 1944, pendant la Seconde Guerre mondiale, le dépôt ferroviaire voisin de La Chapelle est bombardé par l'aviation alliée, qui prend aussi pour cible un appareil de la DCA allemande installé sur la butte Montmartre. Le quartier alentour est touché. Un témoin raconte : « Je remonte les escaliers de la rue Muller qui longe le square Saint-Pierre. Vers le haut, les marches sont recouvertes de gravats ».
Un cliché célèbre de Willy Ronis en 1934 montre le haut de la rue Muller et les escaliers sur la butte, pendant une nuit pluvieuse, sous l'éclairage des lampadaires au gaz. Son atmosphère embrumée participe de la mythologie du quartier.

Un tableau de Maurice Utrillo, largement connu grâce à sa publication en couverture d'un ouvrage de Pierre Courthion (Skira, 1956) sur Montmartre, donne une vue plongeante sur la rue depuis la butte.

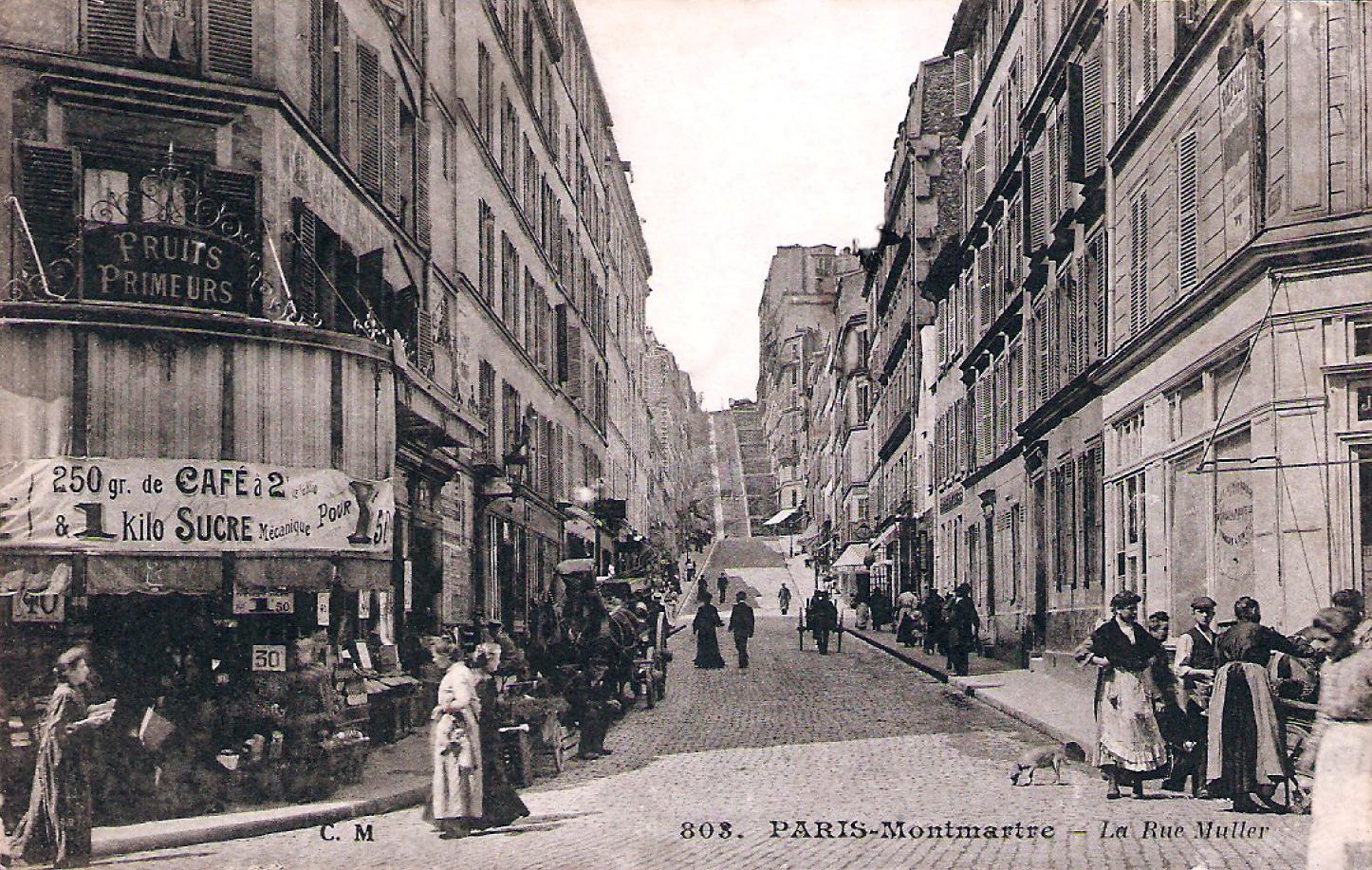
Rue Muller, vue depuis la rue de Clignancourt, en 1906
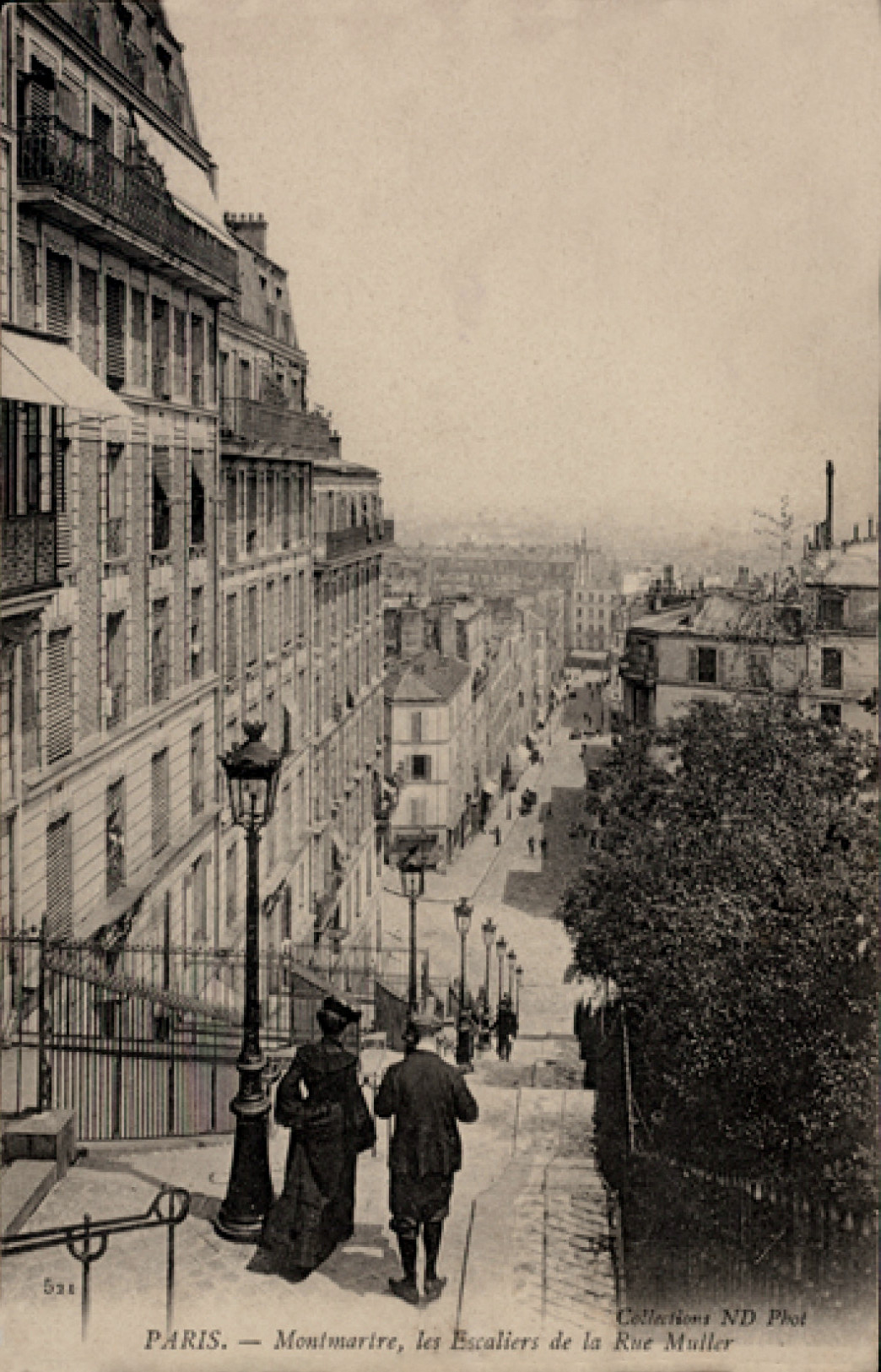
Rue Muller, vue depuis les escaliers de la butte Montmartre, au début du XXe siècle